# Compassionate Use
Unter dem englischen Ausdruck Compassionate Use („Anwendung aus Mitgefühl“) versteht man den Einsatz (noch) nicht zugelassener Arzneimittel an Patienten in besonders schweren Krankheitsfällen, die mit zugelassenen Arzneimitteln nicht zufriedenstellend behandelt werden können (Art. 83, Absatz 2, Verordnung (EG) Nr. 726/2004). In der Literatur werden häufig Ausdrücke oder Umschreibungen wie Freigabe aus Barmherzigkeit oder barmherziger Gebrauch beziehungsweise Anwendung eines nicht zugelassenen Arzneimittels an Patienten oder auch vorzeitig geduldete Anwendung eines noch nicht zugelassenen Arzneimittels aus humanitären Erwägungen verwendet. Meist wird jedoch der englische Ausdruck Compassionate Use direkt verwendet.
Auch wenn der Ausdruck sich im Wesentlichen auf humanmedizinische Patienten bezieht, gibt es ihn auch in der Veterinärmedizin.
Die europäische Arzneimittelagentur definiert wie folgt: „Compassionate Use ist eine Behandlungsoption, die die Verwendung eines nicht zugelassenen Arzneimittels ermöglicht. Unter bestimmten Voraussetzungen können in der Entwicklung befindliche Arzneimittel Gruppen von Patienten, die an einer Krankheit leiden, für die es keine befriedigenden zugelassenen Therapien gibt und die nicht in klinische Studien eintreten können, verfügbar gemacht werden.“

## Rechtliche Situation
Der Einsatz von nicht zugelassenen Arzneimitteln an Patienten ist, je nach Staat, unterschiedlich geregelt. Eine Reihe von Mitgliedstaaten der Europäischen Union hat spezifische nationale Programme aufgestellt, um Entwicklungsprodukte, die sich noch in der klinischen Erprobung befinden, in bestimmten Fällen den bedürftigen Patienten zur Verfügung zu stellen.
Die nationalen „Compassionate Use“-Programme stellen in den jeweiligen Staaten auf unterschiedlichen
Wegen sicher, dass bestimmte Patienten – entweder persönlich oder dank Zugehörigkeit zu einer Personengruppe mit gleicher Indikation – Zugang zu neuen, vielversprechenden Arzneimitteln vor der Zulassung haben, wie es in den USA seit 1987 der Fall ist. In Dänemark, Finnland, Frankreich, Griechenland, Luxemburg, den Niederlanden, Schweden und UK sind beide Programme möglich, in anderen Staaten ist oft nur die einzelpatientenspezifische Verordnung möglich. Nur in wenigen Mitgliedsstaaten gibt es keine spezifische Regelung.

### Deutschland
Im 14. Änderungsgesetz zum Arzneimittelgesetz (AMG) wurde der „Compassionate Use“ auch in das deutsche Arzneimittelrecht aufgenommen. Das Inverkehrbringen im Rahmen des Compassionate Use ist seitdem rechtlich zulässig.
Zuvor konnten Patienten in Deutschland mit nicht zugelassenen Arzneimitteln nur auf Basis des rechtlich unsicheren § 34 StGB (rechtfertigender Notstand) behandelt werden.
Der § 21 Abs. 2 AMG sieht unter Nr. 6 vor:
„(2) Einer Zulassung bedarf es nicht für Arzneimittel, die
1. […]
6. unter den in Artikel 83 der Verordnung (EG) Nr. 726/2004 genannten Voraussetzungen kostenlos für eine Anwendung bei Patienten zur Verfügung gestellt werden, die an einer zu einer schweren Behinderung führenden Erkrankung leiden oder deren Krankheit lebensbedrohend ist, und die mit einem zugelassenen Arzneimittel nicht zufriedenstellend behandelt werden können; Verfahrensregelungen werden in einer Rechtsverordnung nach § 80 bestimmt. […]“
Die Rechtsverordnung nach § 80 AMG (Arzneimittel-Härtefall-Verordnung, AMHV) ist am 22. Juli 2010 in Kraft getreten. Sie ist die Umsetzung der „Guideline on Compassionate Use of Medicinal Products, Pursuant to Article 83 of Regulation (EC) No 726/2004“. Danach können Arzneimittel ohne Genehmigung oder ohne Zulassung einer bestimmten Patientengruppe zur Verfügung gestellt werden, wenn ausreichende Hinweise auf die Wirksamkeit und Arzneimittelsicherheit des Arzneimittels vorliegen und für dieses eine Klinische Studie durchgeführt wird oder wenn ein Zulassungsantrag bei der Europäischen Arzneimittelagentur, dem Bundesinstitut für Arzneimittel und Medizinprodukte (BfArM) oder einer für die Zulassung zuständigen Behörde eines Mitgliedstaates gestellt worden ist. Ein Härtefall im Sinne dieser Verordnung liegt vor, wenn eine Gruppe von Patienten, die an einer Erkrankung leiden, die zu einer schweren Behinderung führen würde oder die lebensbedrohend ist, nicht mit einem Arzneimittel zufriedenstellend behandelt werden kann, das zum Inverkehrbringen im Geltungsbereich des Arzneimittelgesetzes genehmigt oder zugelassen ist. Das Härtefallprogramm ist von der verantwortlichen Person der zuständigen Behörde (BfArM oder PEI) anzuzeigen. Die kostenlose Abgabe des Arzneimittels wurde als Grundvoraussetzung für ein Compassionate-Use-Programm aufgenommen, damit für die Arzneimittelhersteller kein finanzieller Anreiz für die Initiierung solcher Programme besteht.
Ausgenommen von der Arzneimittel-Härtefall-Verordnung und dem damit verbundenen Anzeigeverfahren ist die Behandlung individueller Einzelfälle im Compassionate Use.

### Schweiz
Prinzipiell dürfen nur Arzneimittel in Verkehr gebracht werden, deren Sicherheit, Wirksamkeit und Qualität durch die zuständigen Behörden geprüft wurden und dort, wo dies nicht der Fall ist, ähnlich strenge Regeln beachtet werden müssen. Jede Anwendung für ein zulassungspflichtiges Arzneimittel, das nicht von Swissmedic zugelassen ist, braucht deshalb eine Bewilligung. Diese Möglichkeit ist speziell für die Behandlung von lebensbedrohenden Krankheiten im Heilmittelgesetz (HMG) (Art. 9 Abs. 4) unter bestimmten Voraussetzungen gegeben. Swissmedic definiert die Rahmenbedingungen für den Präparateeinsatz wie folgt:
- Der Patient leidet an einer schweren, potentiell lebensbedrohenden oder invalidisierenden Krankheit.
- Für die Behandlung der Krankheit fehlt in der Schweiz eine zufriedenstellende alternative Therapie (kein zugelassenes Präparat) oder das Nutzen-Risiko-Verhältnis eines zugelassenen Arzneimittels ist schlechter oder eine Alternativtherapie wurde ohne den erhofften Erfolg bereits durchgeführt.
- Es handelt sich primär um eine Notfallintervention oder eine solche im Sinne der letzten Therapiemöglichkeit.
- Das Arzneimittel ist durch eine anerkannte Zulassungsbehörde in einem Drittland bereits zugelassen worden oder es befindet sich im Zulassungsverfahren. Falls beides nicht der Fall ist, müssen solide wissenschaftliche Resultate aus klinischen Versuchen sowie eine gute Produkteinformation des Herstellers (Dokumentation zur Wirksamkeit und Sicherheit sowie Dokumentation betreffend Qualität des Präparates) vorliegen. Letztere sind einzureichen oder mindestens als Referenzen mitzuteilen.
- Der Einsatz erfolgt auf der Basis eines einzelnen, namentlich bekannten Patienten.
- Eine Begutachtung und Genehmigung des Einsatzes durch die lokale Ethikkommission ist nicht notwendig.
- Die Bewilligung wird nur an einen einzelnen behandelnden Arzt erteilt. Dieser muss über die für das angewendete Arzneimittel spezifischen Informationen verfügen. Er trägt für die sorgfältige Dokumentierung und Datenaufbewahrung jedes einzelnen Patienten die Verantwortung (Datenschutz). Nach Abschluss der Therapie ist ein kurzer zusammenfassender Bericht abzuliefern.
- Die Meldepflicht betreffend unerwünschter Wirkungen und Vorkommnisse, wie sie in Art. 59 HMG festgehalten ist, gilt auch in den Fällen des Präparateeinsatzes auf der Basis einer Sonderbewilligung.
- Der Patient ist über die Anwendung zu informieren und seine schriftliche Einverständniserklärung ist einzuholen.
- Der Versicherungsschutz ist über die private Haftpflichtversicherung des behandelnden Arztes sicherzustellen.
- Swissmedic kann zusätzliche Auflagen machen oder Informationen einfordern.
- Zusatz: Handelt es sich beim einzusetzenden Präparat um ein Radiopharmazeutikum, ist zusätzlich die Bewilligung des BAG vorzulegen (Strahlenschutzverordnung).

### Frankreich
In Frankreich wird der Compassionate Use häufig angewendet. Auch die Übernahme der Behandlungskosten durch die gesetzlichen Krankenversicherungen ist geregelt.

## Einordnung
Medikamentöse Compassionate-Therapiemaßnahmen sind eine Form des Unlicensed Use, d. h. der Behandlung mit einem Arzneimittel, das in dem Land, in dem es zur Anwendung kommt, keine Arzneimittelzulassung besitzt. Eine besonders große Bedeutung hat der Compassionate Use für die Anwendung von Arzneimitteln zur Behandlung von seltenen Erkrankungen, die lebensbedrohlich oder schwerwiegend sind und für die bisher keine zufriedenstellenden Behandlungsmöglichkeiten bestehen (Orphan-Arzneimittel).

## Abgrenzung
Abzugrenzen ist der Compassionate Use vom Off-Label-Use, einer zulassungsüberschreitenden Anwendung eines zugelassenen Arzneimittels z. B. für eine Indikation oder eine Patientengruppe, die die Zulassung nicht abdeckt. Das heißt, es wird beim Off-Label-Use ein Arzneimittel verwendet, das eine Zulassung für bestimmte andere Anwendungen bereits besitzt und darin auch umfassend klinisch am Menschen geprüft wurde.
Das Bundessozialgericht hatte in einem Urteil 2002 den Compassionate Use einem kontrollierten Off-Label-Use gleichgestellt, was nach Meinung vieler Ärzte und Juristen aber nicht zutreffend ist. Der Bundesverband der Betriebskrankenkassen stellte daher in einem Schreiben zum Entwurf des Vierzehnten Gesetzes zur Änderung des Arzneimittelgesetzes an den Bundestagsausschuss für Gesundheit und Soziale Sicherung fest:
„Compassionate use ist außerdem klar von den Regelungen zum Off-Label-Use abzugrenzen; keinesfalls sind die Ausdrücke synonym zu verstehen. Compassionate use regelt nur die Arzneimittel, die sich bereits in klinischen Prüfungen der Phase III befinden bzw. den Zeitraum zwischen Ende der Zulassungsstudie und Markteinführung abdecken. Diese Voraussetzungen werden jedoch beim off-label-use nicht erfüllt.“
In der Schweiz sagt der Ausdruck Compassionate Use dagegen nichts zum Status (klinische Phase) des Arzneimittels selbst aus.

## Beispiele für Compassionate Use
- Mit Tipranavir, einem nicht peptidischen HIV-Proteaseinhibitor (NPPI) zur Therapie von AIDS, wurde im Sommer 2004 ein Compassionate Use-Programm begonnen.
- Advexin p53 wurde im Mai 2006 aufgrund von positiven klinischen  Ergebnisses von der Firma Introgen auf „Compassionate Use“-Basis geeigneten Patienten mit Li-Fraumeni-Syndrom und zur Standardbehandlung refraktärer Tumoren nach geeigneten Protokollen und in entsprechenden Einrichtungen zur Verfügung gestellt.[13]
- Anecortav[14] ist ein angiostatisches Steroidderivat, welches als posteriores juxtasklerales Depot (PJD) appliziert wird und sich in Studien als wirksam gegen exsudative altersbedingte Makuladegeneration (AMD) erwiesen hat. In der Schweiz ist das Medikament noch nicht allgemein zugelassen, kann aber als „compassionate use“ in Einzelfällen eingesetzt werden.[15]
- Der EGFR-Blocker Gefitinib wurde bis 2004 weltweit mehr als 44.000 stark vorbehandelten Patienten mit fortgeschrittenem nicht-kleinzelligen Bronchialkarzinom (NSCLC im Stadium III/IV) im Rahmen von Compassionate-Use-Programmen verabreicht.[16]
- Nilotinib, ein Tyrosinkinase-Inhibitor der zweiten Generation wurde bis zu seiner Zulassung im Jahr 2007 in einem weltweit greifenden „Compassionate Use Programme“ bei der Behandlung von Imatinib-resistenten CML-Patienten (chronische myeloische Leukämie) eingesetzt.[17]

Am bekanntesten dürfte der Compassionate Use von Cannabis in den Vereinigten Staaten von Amerika sein. Das Compassionate Investigational New Drug Program (deutsch: Programm zur Verwendung von Medikamenten im Erprobungsstadium aus Mitgefühl) begann 1978 mit der Verteilung von Marihuana-Zigaretten an ausgewählte Patienten, die an Erkrankungen wie Glaukom und Epilepsie leiden. In diesem Fall von Compassionate Use gab es eine Reihe von Rechtsstreitigkeiten in den USA.